# Stèle
Pour «stèle» en botanique, voir Stèle (botanique).
Pour le recueil de poèmes de Victor Segalen, voir Stèles.
Une stèle est un monument monolithe vertical, généralement plat et porteur d'inscriptions, symboles, gravures ou sculptures, voire de peintures, de nature commémorative, funéraire, religieuse ou géographique. Ce terme générique, peu précis, correspond aussi à d'autres artéfacts archéologiques comme des piliers ou des tablettes de pierres érigées dont on peut imaginer qu'ils ont eu leurs équivalents dans des matériaux divers (bois, terre, etc.) ayant disparu.
En principe avec[pas clair] un traitement de la surface plus complexe et essentiellement datées de la protohistoire ou de l'Antiquité (donc plus récentes de plusieurs siècles ou millénaires), les stèles ne doivent pas être confondues avec les menhirs néolithiques issus du mégalithisme.
La conception de stèles a persisté dans le temps, jusqu'au XXIe siècle.

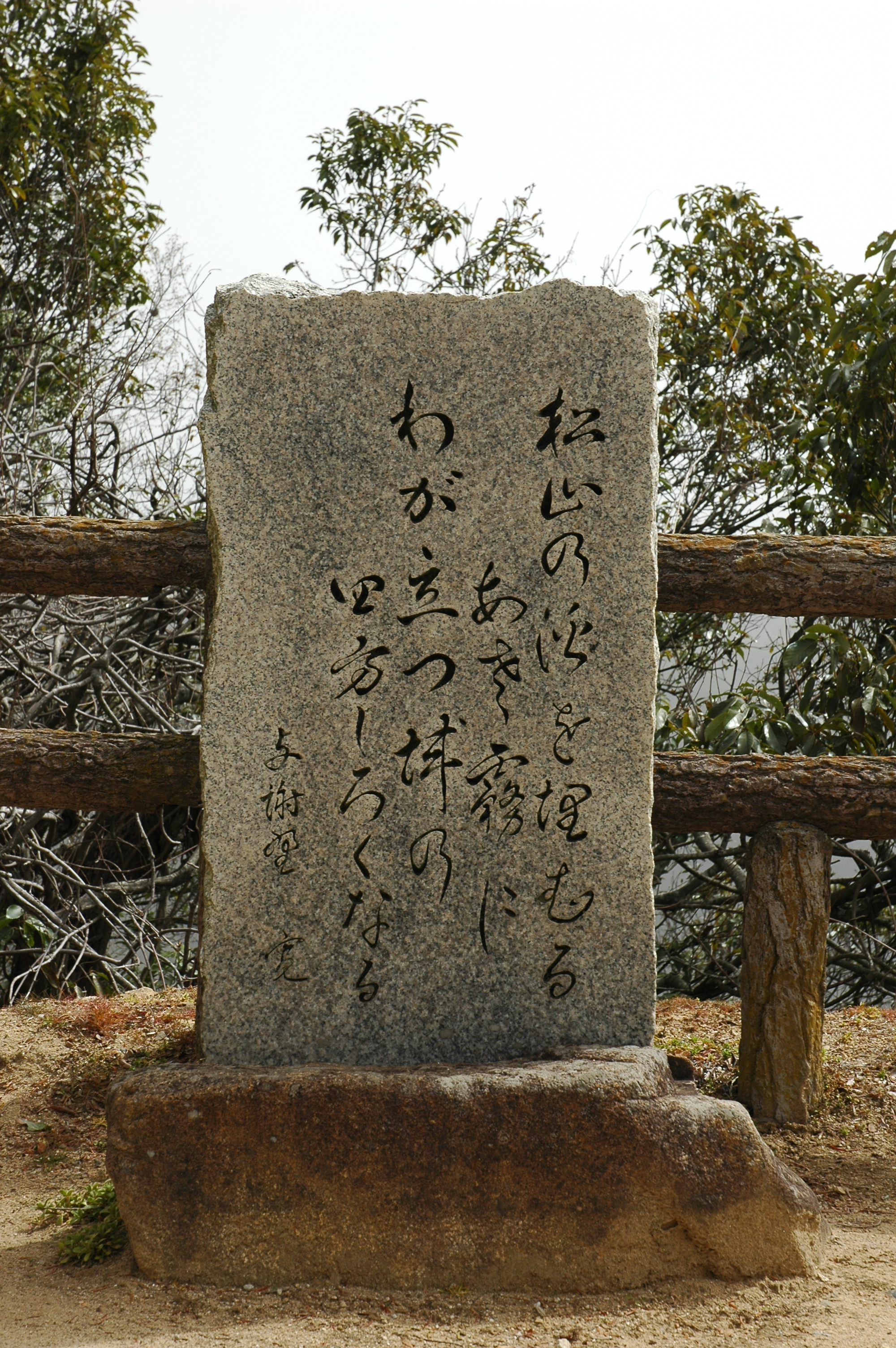
Stèle japonaise moderne en hommage au poète japonais Tekkan Yosano.

## Stèles antiques

### Stèles mésopotamiennes
- Stèle des vautours, plus ancienne stèle connue commémorant une victoire militaire ;
- Stèle de victoire du roi Naram-Sin ;
- Stèle du code de Hammurabi ;
- Kudurrus, apparus sous la dynastie kassite de Babylone ;
- Stèle de la victoire d'Assarhaddon sur Memphis.

### Stèles de l'Égypte antique

#### Les stèles commémoratives

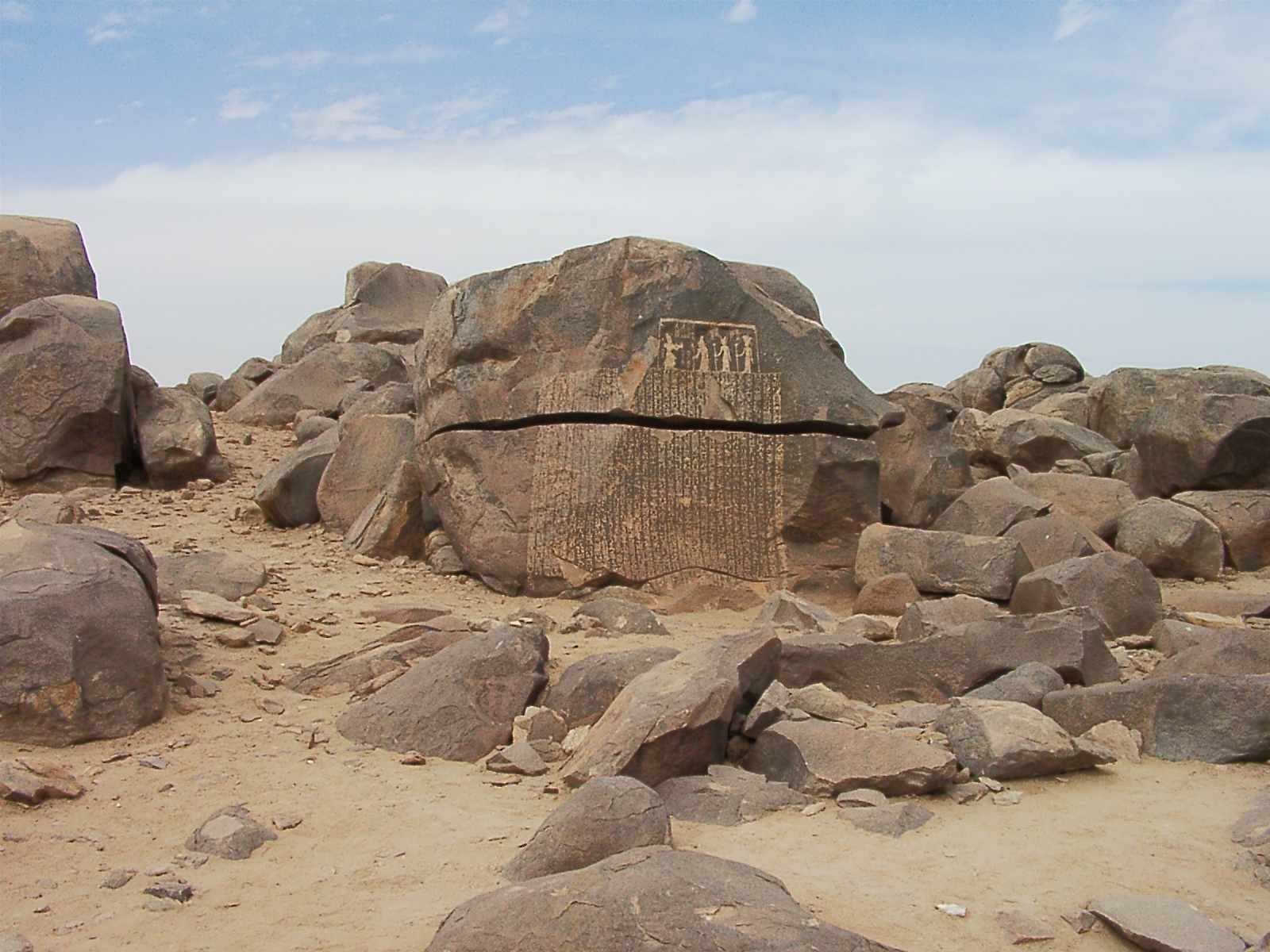
La stèle de la famine dans son environnement.

- Stèle de l'an 400, érigée par Ramsès II pour commémorer un événement lié au dieu Seth ;
- Stèle de Chabaka, pharaon de la XXVe dynastie, retrouvée à Memphis, indiquant que le roi fit inscrire dans la pierre un très ancien texte retrouvé parmi les archives de la bibliothèque du temple de Ptah et qui fait état de la création du monde par le dieu Ptah ;
- Stèle de la donation d'Ahmès-Néfertary par le pharaon Ahmôsis Ier ;
- Stèle de la famine, sur l'île de Sehel, près d'Éléphantine ;
- Stèle de Hamadab, en méroïtique, commémorant probablement l'invasion temporaire de la Basse-Égypte par les Koushites ;
- Stèle d'Ikhernofret, stèle commémorative d'une charge officielle, avec description partielle des Mystères d'Osiris ;
- Stèle d'Irtysen, stèle autobiographie du sculpteur Irtysen sous un Montouhotep, XIe dynastie, conservée au Musée du Louvre (stèle C14) ;
- Stèle de Khâemouaset, grand prêtre de Ptah, fils de Ramsès II, à Saqqarah, relatant la restauration des tombes d'Apis ;
- Stèle de Kouban, érigée sur ordre de Ramsès II lors de la création d'un puits à Kouban, sur la piste qui menait aux mines d'or de Nubie ;
- Stèle de Mérenptah célébrant sa victoire sur les Libyens, dite Stèle d'Israël au Musée du Caire : « Israël est dévastée, sa semence n’est plus » ;
- Stèle de Minnakht, chef des scribes à Akhmîm sous le règne de Aÿ (XVIIIe dynastie), conservée au Musée du Louvre (stèle C55).
- Stèle de Péribsen au « nom de Seth » remplaçant le « nom d'Horus », témoignant d'une crise mettant en concurrence Thinis-Abydos et Memphis ;
- Fragment de stèle dit Pierre de Rosette citant un décret ptolémaïque de -196, conservé au British Museum ;
- Stèle du rétablissement, érigée par Horemheb, stèle vraisemblablement usurpée à Toutânkhamon ;
- Stèle du songe de Thoutmôsis IV — alors qu'il n'était pas encore roi —, retrouvée entre les pattes du Sphinx de Gizeh, rapportant le songe dans lequel une divinité lui promettait la couronne d'Égypte s'il débarrassait le Sphinx du sable qui menaçait de le recouvrir ;
- Stèle de la tempête, érigée par Ahmôsis Ier à la suite d'une tempête suivie d'inondations survenues au cours de son règne.

#### Les stèles frontières
- Marques des limites de l'Égypte avec le Soudan au sud et l'Euphrate à l'est :
  - Stèle de Kourgous de Thoutmôsis III à Kenissa (Napata) au-delà de la 4e cataracte, à côté de celle de Thoutmôsis Ier ;
  - Stèle de Sésostris III à Semna ;
  - Stèle de Thoutmôsis III sur la rive occidentale de l'Euphrate, également à côté de celle de son grand-père Thoutmôsis Ier.
- Seize stèles frontières délimitent la ville antique d'Akhetaton (Amarna), la capitale fondée par Akhenaton.

#### Les stèles de guérison
- La stèle de Metternich relate la guérison, par la déesse Isis, d'un jeune homme empoisonné par le serpent Tefen.

#### Les stèles votives
Petites tables d’offrandes, monuments funéraires quasiment fabriqués en série dont la production se développe considérablement sous le règne de Sésostris III.

#### Les stèles administratives
- Stèle juridique, vente d'un office de gouverneur avec l'historique de la charge.
- Stèle de l'inventaire, stèle commémorative avec inventaire descriptif et illustré des statues d'un temple d'Isis.

#### Les stèles funéraires

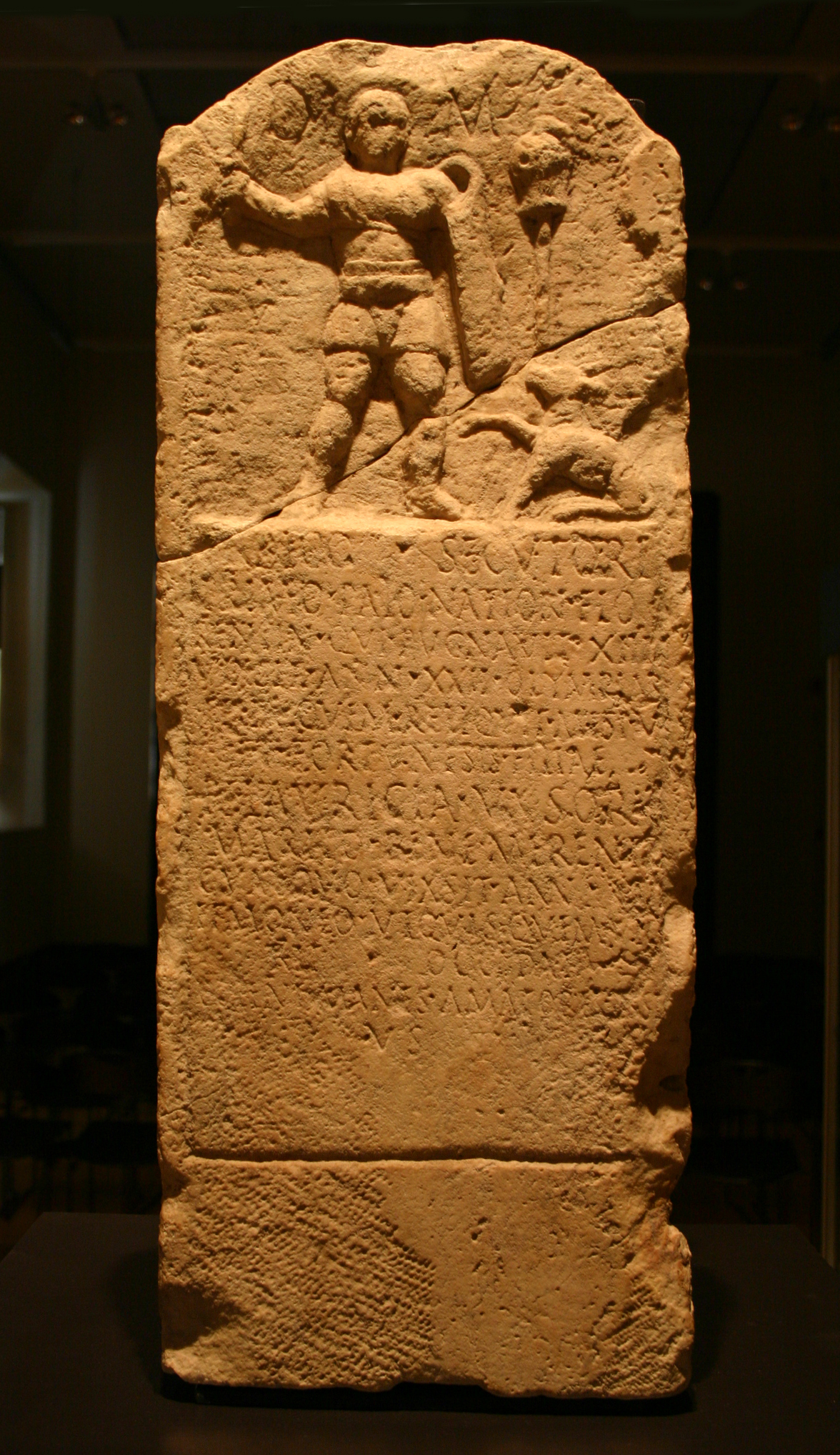
Stèle funéraire du gladiateur Urbicus.

La fonction de telles stèles est sujette à discussion : s'agit-il d'objets servant à remplacer le défunt inhumé ailleurs, où simplement de marqueurs de propriété, placés à l'entrée de la tombe et indiquant le nom du locataire ?
- La Stèle du roi Serpent[1], Djet, provenant d'Abydos

### Stèles phéniciennes et puniques
Les Phéniciens et les Puniques ont beaucoup utilisé le type de stèles votives et funéraires afin d'honorer les divinités Ba'al Hammon et Tanit. Si de nombreuses stèles sont parvenues jusqu'à nous, les formules stéréotypées utilisées en font une source peu utile pour l'histoire de la langue. En revanche, l'évolution de la forme et en particulier les décors témoignent d'une évolution de plus en plus nette vers l'hellénisation en particulier à partir du IVe siècle avant notre ère.
La stèle de Zakkur, sur le territoire de l'ancien royaume de Hamath, est considérée être une des plus importantes en araméen.

### Stèles grecques et romaines
- La Stèle d'Hègèsô
- Le Galet de Terpon retrouvé à Antibes
- La stèle funéraire d'Aristion, de l'époque archaïque.
- La stèle de Symi.
- L'hoplitodrome.
- La stèle de Cyzique.

La mise au jour, en juillet 2021, d’une stèle romaine datant de 49 apr. J.-C. et portant une inscription, constitue « une découverte archéologique majeure » : elle révèle le nouveau plan imposé par l’empereur Claude pour la délimitation du pomerium, le mur sacré au-delà duquel ni l’armée ni les généraux en armes ne pouvaient pénétrer.

## Stèles des Balkans
Elles sont appelées stećak (pluriel : stečci).

## Stèles chinoises

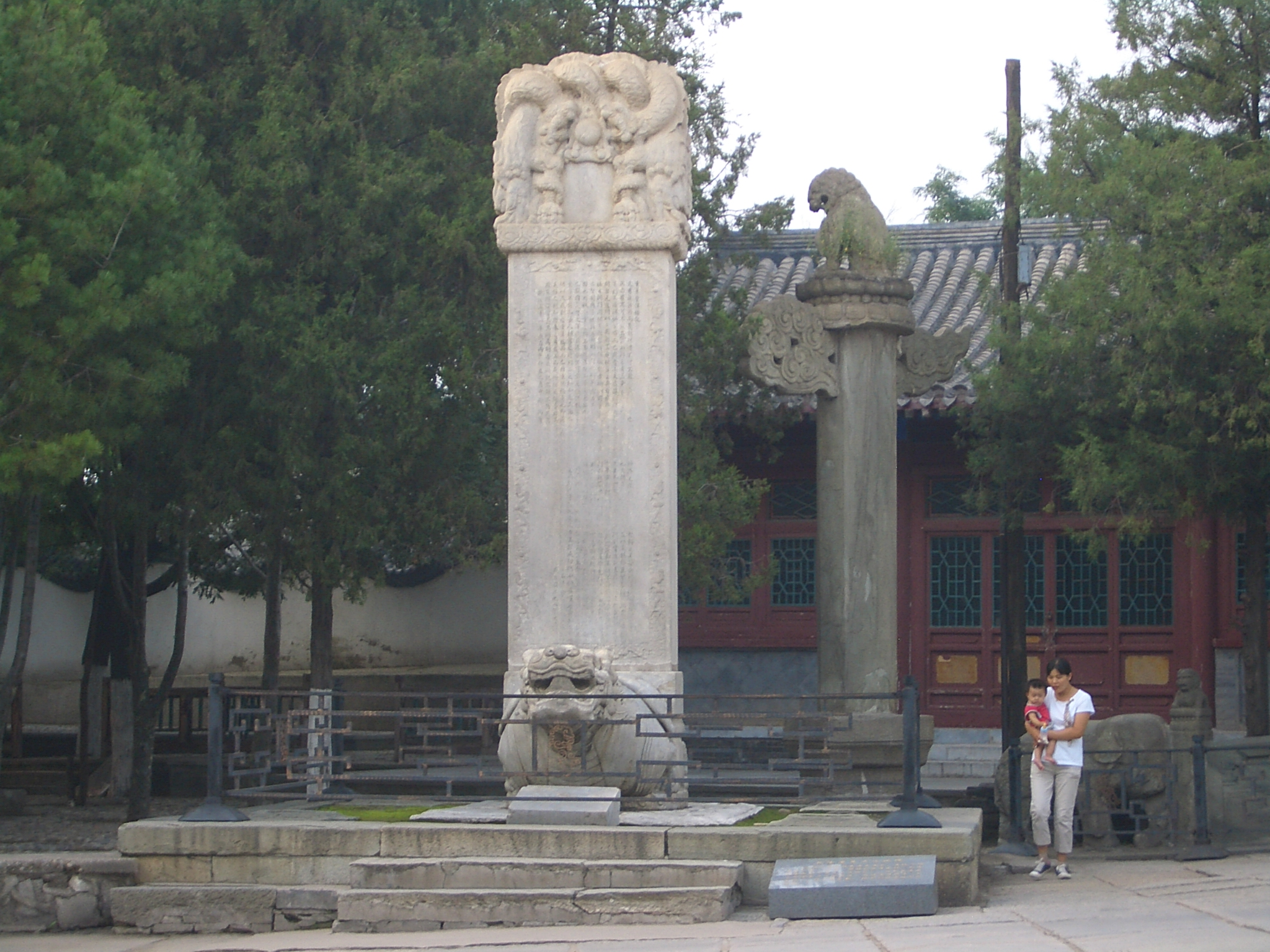
Stèle commémorative de la reconstruction du pont Lugou par l'empereur Qianlong vers 1785. Une colonne huabiao à l'arrière plan. Situé à quinze kilomètres au S-O de Beijing.

Les stèles apparaissent souvent dans les architectures et dans les paysages chinois. Ce sont généralement des blocs d'une dimension imposante, dont la base est taillée en forme de tortue symbolisant le Ciel et la Terre et le sommet orné de deux dragons chinois enlacés (un dragon mâle et un dragon féminin, l'union créatrice du yin et du yang, que représentent les deux dragons). Elles sont gravées de textes. La conservation du texte est ainsi assurée pour des raisons diverses. Les stèles publiques communiquent les règles de droit que personne ne sera censé ignorer (à charge des communautés de les faire connaître à chacun). Les stèles comportant le texte des ouvrages définis au cours des âges comme classiques en Chine et mis au programme des examens (rassemblées à Xi'an dans ce qui est actuellement le musée de la Forêt de stèles). Mais d'autres stèles peuvent comporter des textes relevant de collectivités locales ou de groupements. Les stèles funéraires, à l’entrée des tombes, portent le ou les noms et une brève biographie des défunts. Les stèles religieuses, dans les temples, sous souvent recouvertes de motifs sculptés à tel point que le texte n'apparaît plus, encore qu'une date puisse avoir été gravée discrètement.
Les textes gravés pouvaient être reproduits, avant l'invention du livre mais même après afin d'offrir des modèles de calligraphie. On réalisait un estampage de la stèle gravée. Un estampage peu commun puisqu'on relève d'abord l'empreinte de la gravure avec une feuille humide. Cette feuille séchée, on la tamponne uniformément avec une encre noire. Les formes gravées apparaissent en négatif, les creux de la stèle gravée devenant des zones blanches sur fond noir. Tout lettré chinois possédait chez lui quelques estampages soigneusement montés en albums pour ses exercices personnels de calligraphie et pour ses loisirs d'amateur d'art et de collectionneur.

## Stèles turco-mongoles et eurasiatiques

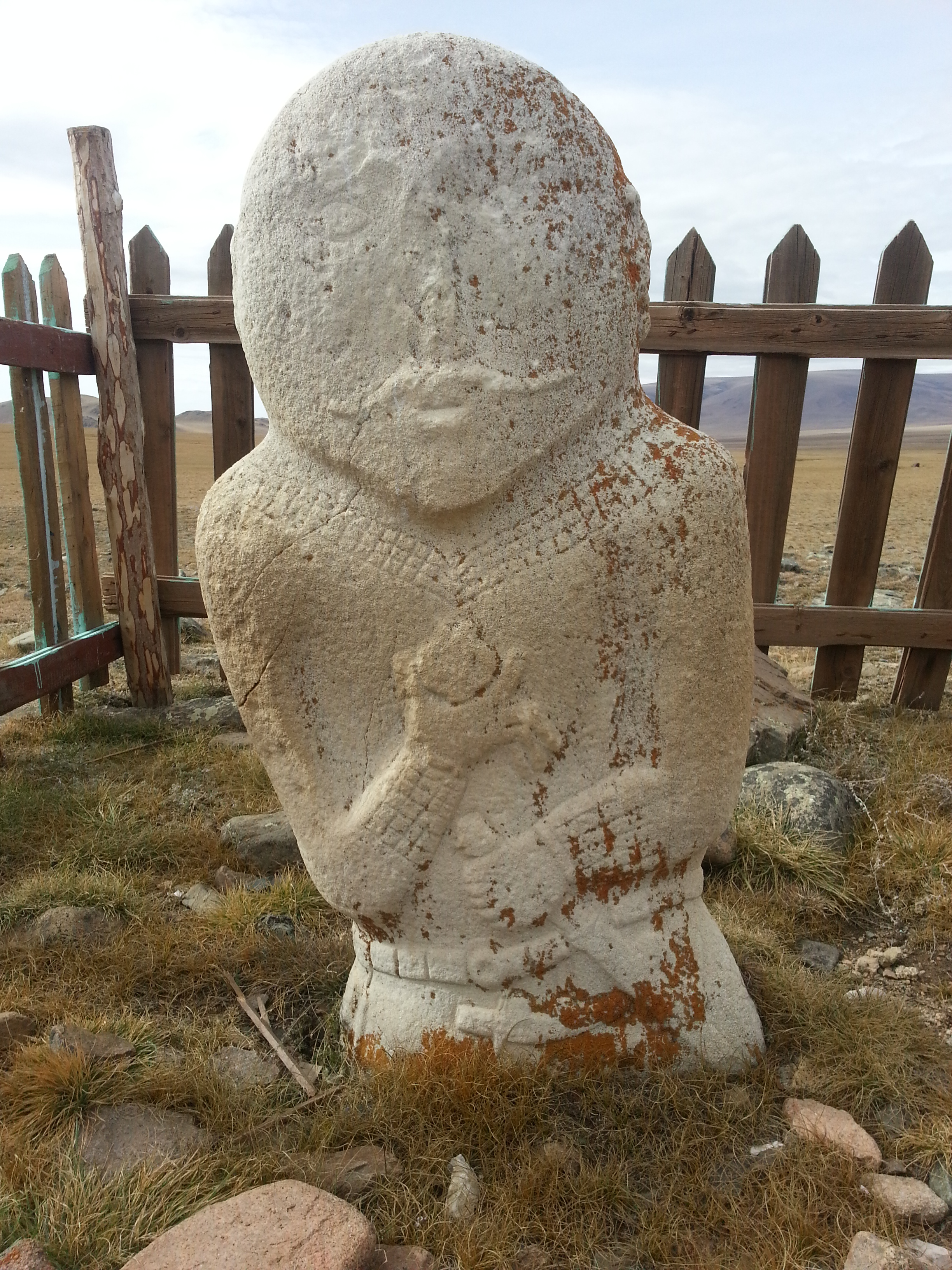

Ces stèles, de peuples généralement nomades, représentent souvent un guerrier ou un chasseur, et comportent une dimension de culte aux ancêtres ou de culte chamanique.
Voir :
- Les Balbal sont des stèles anthropomorphes, généralement installées sur les kourganes (tumulus); Elles sont le produit de plusieurs cultures steppiques, comme les Scythes (indo-iraniens), ou les Turcs.
  - L'Idole du Zbroutch est un exemple de stèle kourgane revisité par les Slaves.
  - Les Inscriptions de l'Orkhon sont des stèles en l'honneur de nobles turcs.
- Les stèles scytho-cimmériennes en Anatolie.
- Les pierres à cerfs en Mongolie et au sud de la Sibérie.
- les tombes gravées seldjoukides (Selçuk Mezarlığı, Ahlat, bord du lac de Van, Turquie)

## Stèles vietnamiennes

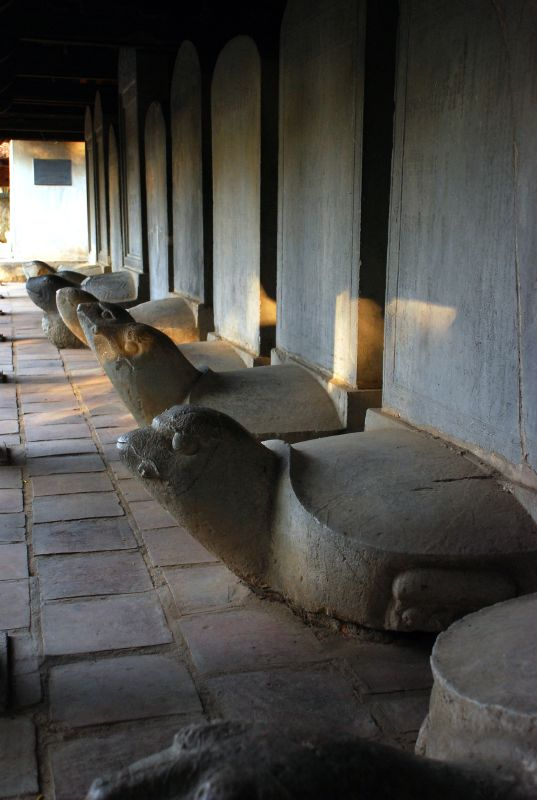
Rangée de stèles au Temple de la Littérature de Hanoï.

Les quatre-vingt-deux stèles des Docteurs reçus aux concours royaux sous les dynasties des Lê et des Mac (1442-1779) à Quốc Tử Giám à Hanoï sont inscrites à la liste du patrimoine mondial de l'Unesco, le 9 mars 2010.

## Stèles modernes

### France

Stèles en France
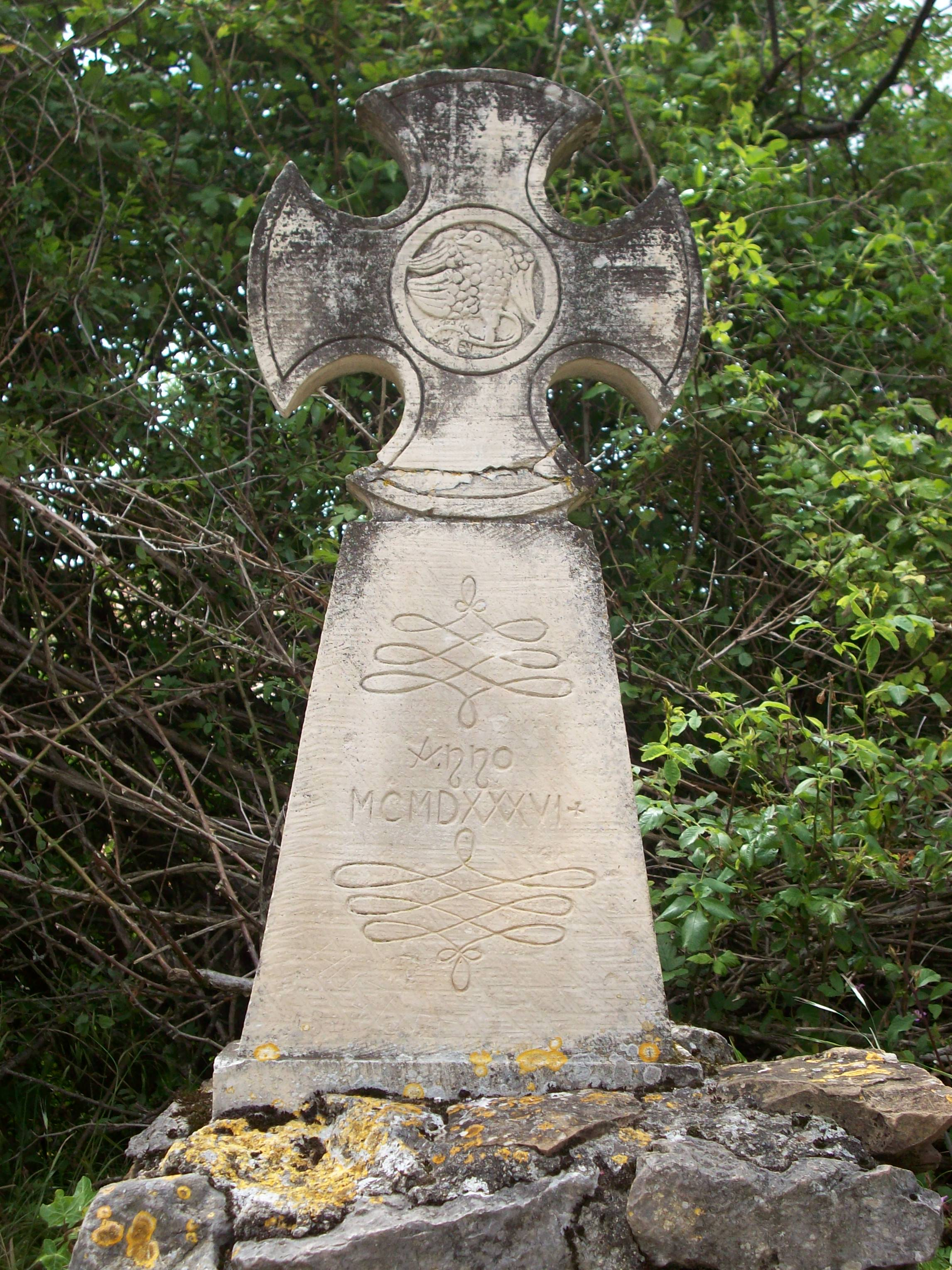
Stèle sur le chemin du château de Roquefixade.
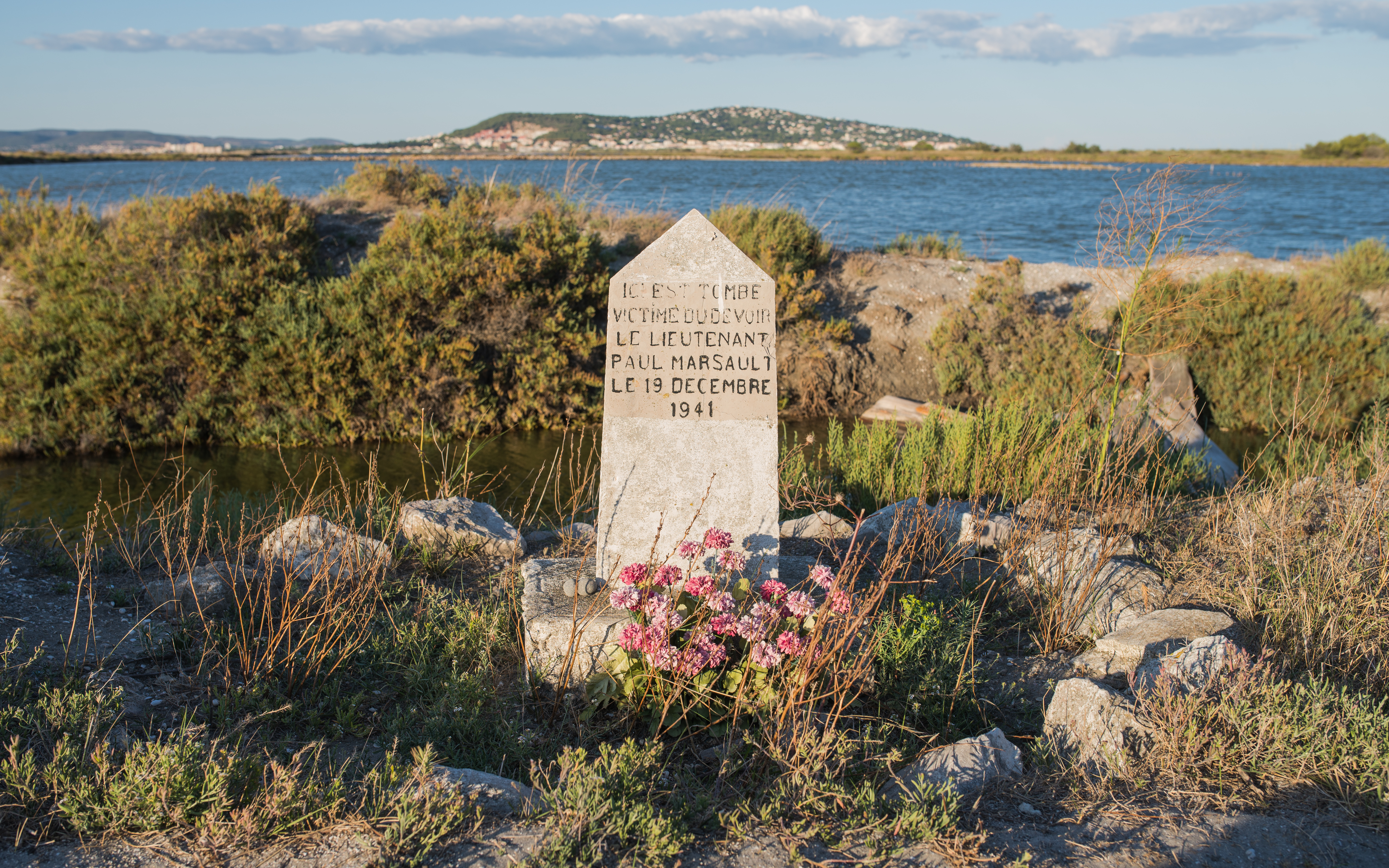
Une stèle commémorative pour un officier français tué lors de la Seconde Guerre mondiale à Sète.
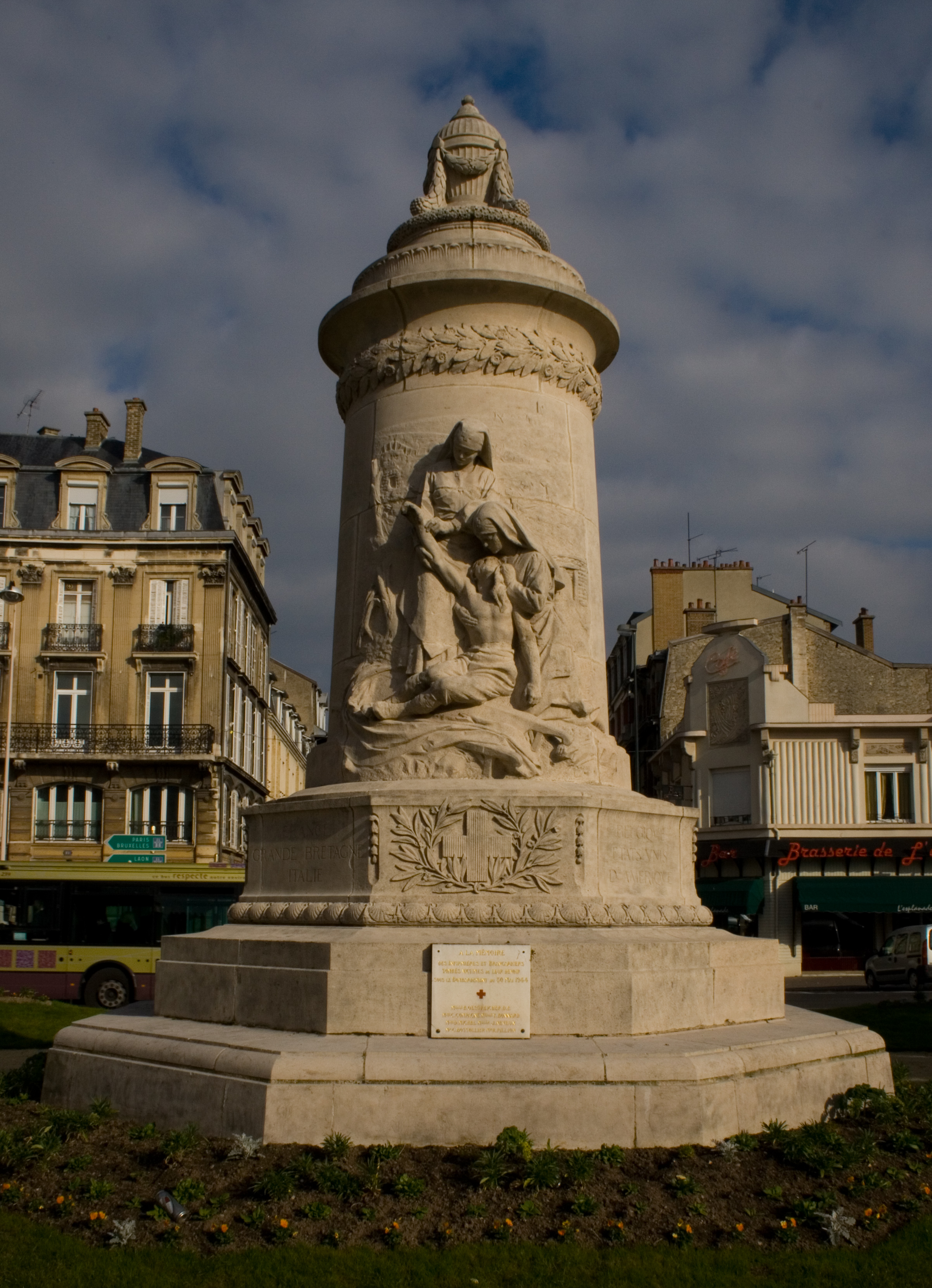
Stèle en en hommage aux infirmières du monde à Reims.
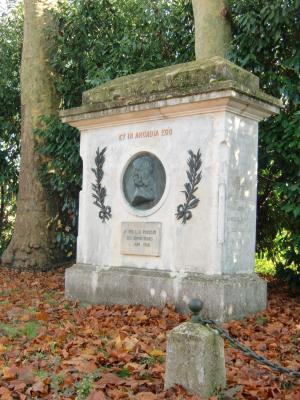
Stèle à Nicolas Poussin dans le hameau de sa naissance (1926).